# Симане (Кунео)
Симане је насеље у Италији у округу Кунео, региону Пијемонт.
Према процени из 2011. у насељу је живело 40 становника. Насеље се налази на надморској висини од 426 м.